# マイクロ波聴覚効果
マイクロ波聴覚効果（マイクロはちょうかくこうか、英: microwave auditory effect）あるいはフレイ効果（フレイこうか）とは、アメリカ合衆国の神経科学者であるアラン・H・フレイの研究により1961年に発見された、パルス波形あるいは変調マイクロ波を人間の頭部へ指向照射することにより、脳内に直接生成されるクリック音・変調音・単語が誘発され"音声"として認識する脳神経作用による感覚現象。外耳を介さない頭骨伝道音声（ボイス・トゥ・スカル）技術の原点でもある。

## 概要
マイクロ波聴覚効果は、最初に第二次世界大戦中にレーダートランスポンダの付近で作業する人によって1947年に報告された。これらの誘発音は近くの他の人には聞こえない。後に、マイクロ波聴覚効果は、短波長の電磁波で誘導されることが発見された。冷戦時代に、アメリカ合衆国の神経科学者アラン・H・フレイ(Allan H. Frey)が、この現象を研究し、マイクロ波聴覚効果の性質に関する情報を最初に公開した。
Don R. Justesen博士はThe American Psychologist (Volume 30, March 1975, Number 3)で"Microwaves and Behavior"を発表した。
1970年代にNASAによる研究は、この効果が低電力密度でも、蝸牛の周りの人間の耳の部分の熱膨張の結果として起こることを示した。その後、信号変調により頭蓋内に発信された音や単語を生成することが見出された。これは、コミュニケーションでの活用可能性のために研究された。米国とソ連の両方が非致死性兵器の使用を検討した。
パルスマイクロ波放射は、一部の労働者が聞くことができる。マイクロ波を照射された被験者は、クリック音やブザーのようなうなり音が聞こえることに気づく。原因は、聴覚器の一部の熱弾性的拡大であると考えられている。聴覚系の応答は少なくとも200メガヘルツから3ギガヘルツに対して発生する。実験では、繰り返し率50 [Hz]、パルス幅10〜70マイクロ秒のマイクロ波が使用された。聞こえる音の大きさは平均電力密度ではなくピーク電力密度にリンクすることがわかった。 1.245 GHzで、認知されるピークパワー密度は80 mW/cm2以下であった。一般的に受け入れられているメカニズムは、各パルスによって急速な（しかし非常に小さい、10−5 °Cの）脳の加熱が生じ、これによって生じた圧力波が頭蓋骨を通過して蝸牛に到達するというものである。
アメリカ合衆国において、マイクロ波聴覚効果を利用した非致死兵器の存在は、（遅くとも）1998年からFreedom of Information Actに基づいて2006年12月6日に"Bioeffects of Selected Non-Lethal Weaponry"として機密解除されるまで、NOFORNクラスの機密となっていた。マイクロ波聴覚技術を応用することで、プライベートメッセージの送信を容易にすることができる。上記文献には「マイクロ波聴覚技術を用いることで、この技術を知らない人を混乱状態に陥れることができる可能性があり、頭の中で突然声が聞こえることにより心理的に壊滅する可能性もある」と書かれている。

## 冷戦時代のアメリカ合衆国における研究
マイクロ波聴覚効果についての最初のアメリカ人による発表は、1961年のアラン・H・フレイによるものである。彼の実験では、被験者が、送信機から100mの距離から、適切にパルスマイクロ波放射を聞くことができることが発見された。これは、めまい、頭痛、痺れなどの副作用を伴っていた。
シャープとグローブは1973年にウォルターリード陸軍研究所での高等研究計画局のための研究で 'receiverless'ワイヤレス音声伝送技術を開発した。上記のThe American PsychologistでDon Justesen博士は、シャープとグローブが1〜10の数字をあらわす単一の音節の単語を、容易に、聞き分けるられたことを報告している。Justesenは「聞こえた音は人工喉頭(artificial larynxes)を持っている人が発するものと似ていないこともなかった」と書いている。より複雑な単語や文章の通信は、長いメッセージを送信するために必要なエネルギーの平均密度が現在10mW/cm²とされている安全な暴露の限界に近づくため、行われなかった。

## 平和的な用途
1998年の特許には、マイクロ波エネルギーパルスの方法により、風力タービン、航空機、およびその他の精密機器から鳥を追い払うことができる装置が記載されている。 1 GHzから約40 GHzの周波数を用いて、警報システムは、鳥の聴覚システムによって検知されるミリ秒の持続時間のパルスを生成する。これにより、鳥が保護されたオブジェクトからそれるとしている。

## 日本における見識
- 郵政省が設置した研究会が1987年に出した報告書「電波利用施設の周辺における電磁環境に関する研究会報告[7]」においてマイクロ波聴覚効果は「高周波熱作用とマイクロ波被曝の定量的ヒト研究」と定め5年程度の短期スパンで取り組むべき研究対象とされていたが、2019年以降は、国際ガイドラインに反映すべき基礎的なデータを提供できるという点から改め「マイクロ波聴覚効果についての定量的研究」とし、2030年までの早期研究課題の対象となり特記されている[8]。